# Cosme de Valbelle
Cosme-Maximilien-Marcelin-Louis-Joseph de Valbelle, comte de Sainte-Tulle, né le 3 juin 1685 à Aix-en-Provence dans la paroisse Saint-Sauveur et mort dans cette même ville le 17 août 1735, est un magistrat français, président à mortier du Parlement d'Aix en Provence.

## Biographie
Cosme de Valbelle est le fils de Joseph-Anne de Valbelle et de Gabrielle de Brancas. Il descend de la famille de Valbelle. Le père Léotard, ainsi que MM. de Fuffi, père et fils, font remonter l'origine des Valbelle aux anciens vicomte de Marseille. La fausseté de la généalogie qu'ils ont fait publier est manifeste. La basse extraction des Valbelle, révélée  par les publications du grand avocat Étienne Bertrand, et du professeur émérite à l'Université de Provence, Monique Cubells, est assez connue pour qu'il soit nécessaire de la rappeler. 
Cosme de Valbelle est reçu le 22 juin 1709, Procureur du roi en la sénéchaussée de Provence et, neuf ans plus tard, le 17 avril 1718, en survivance de la charge de son père, président à mortier du Parlement. Charge réservée pour cinq ans, il eut voix délibérative dès le mois d'octobre et présida depuis 1722. 
Cosme de Valbelle meurt le 17 août 1735 à Aix-en-Provence.

## Mariage et descendance
Il épouse en 1704 à Marseille, Anne-Marie Gabrielle de Demandolx Trigance.